# Libro di Seta

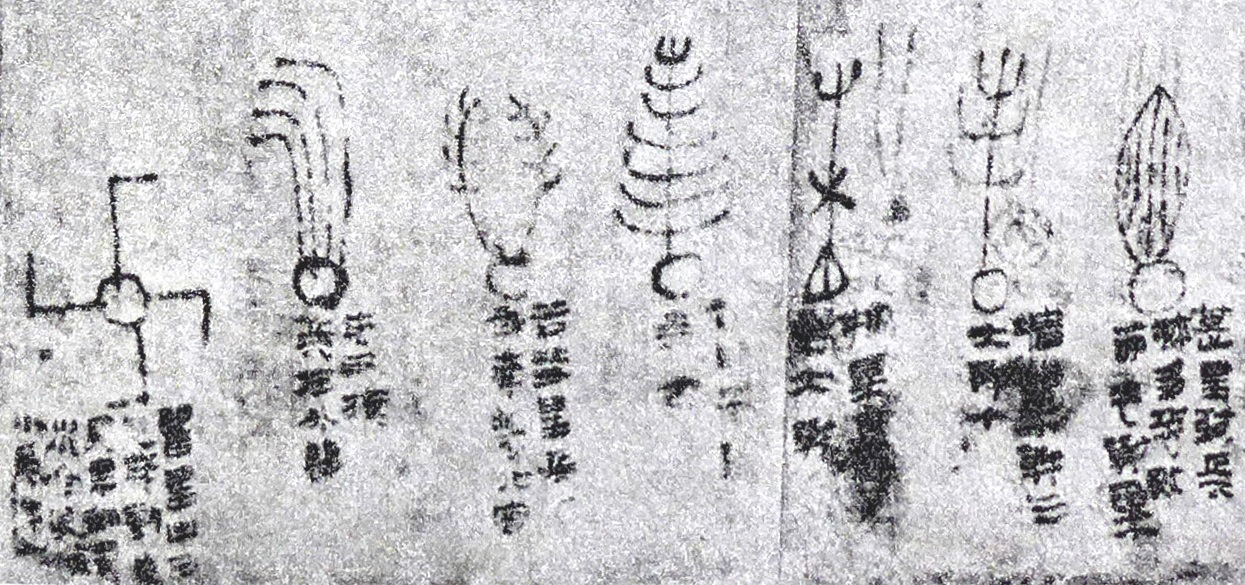
Dettaglio del Libro di seta

Il Libro di Seta o più precisamente Divinazione mediante i fenomeni astrologici e meteorologici (cinese: 天文氣象雜占; pinyin: Tian Wen Qi Xiang Za Zhan) è un antico manoscritto di astronomia su seta, compilato dagli astronomi cinesi della dinastia Han occidentale (202 a.C. – 9 d.C.) e trovato nella tomba di Mawangdui in Cina nel 1973. Esso elenca 29 comete (denominate 彗星, letteralmente stelle con la scopa) che apparvero lungo un periodo di circa 300 anni.
È ora esposto nel Museo Provinciale dello Hunan.

## Contenuti
La Divinazione mediante i fenomeni astrologici e meteorologici contiene ciò che gli archeologici ritengono sia il primo atlante definitivo delle comete. Ci sono grosso modo due dozzine di rappresentazioni di comete, alcune in formato pieghevole/a rilievo. In alcuni casi le pagine del documento si srotolano fino a 1,5 metri di lunghezza. L'immagine di ogni cometa ha una didascalia che descrive un evento al quale corrispose la sua apparizione, ad esempio, "la morte del principe", "la venuta della peste" o "la siccità dei tre anni".